# 請戸川橋
請戸川橋（うけどがわばし）は、福島県双葉郡浪江町を流れる請戸川にかかる道路橋であり、同名の橋梁が複数存在する。

## 常磐自動車道
（北緯37度30分34.2秒 東経140度56分35秒 / 北緯37.509500度 東経140.94306度）
E6
- 全長：105.2メートル
  - 主径間：51.7メートル
- 幅員：9.76メートル
- 形式：2径間鋼連続合成少数鈑桁橋
- 竣工：2007年
- 施工：日本製鋼所[1]

常磐自動車道の浪江インターチェンジ-南相馬インターチェンジ間にある橋梁で、南詰は室原字橋場、北詰は室原字赤渕に位置する。橋上は暫定2車線の対面通行で供用されている。2011年度中の開通予定であったが、福島第一原子力発電所事故により工事の中断を余儀なくされ、2014年12月6日に浪江インターチェンジ-南相馬インターチェンジ間の延伸開通に伴い供用された。

## 国道6号
（北緯37度29分50.2秒 東経141度0分4.8秒 / 北緯37.497278度 東経141.001333度）
- 全長：122.3メートル
  - 主径間：24.0メートル
- 幅員：8.5メートル
- 形式：5径間鋼単純活荷重合成鈑桁橋
- 竣工：1965年2月28日[2]

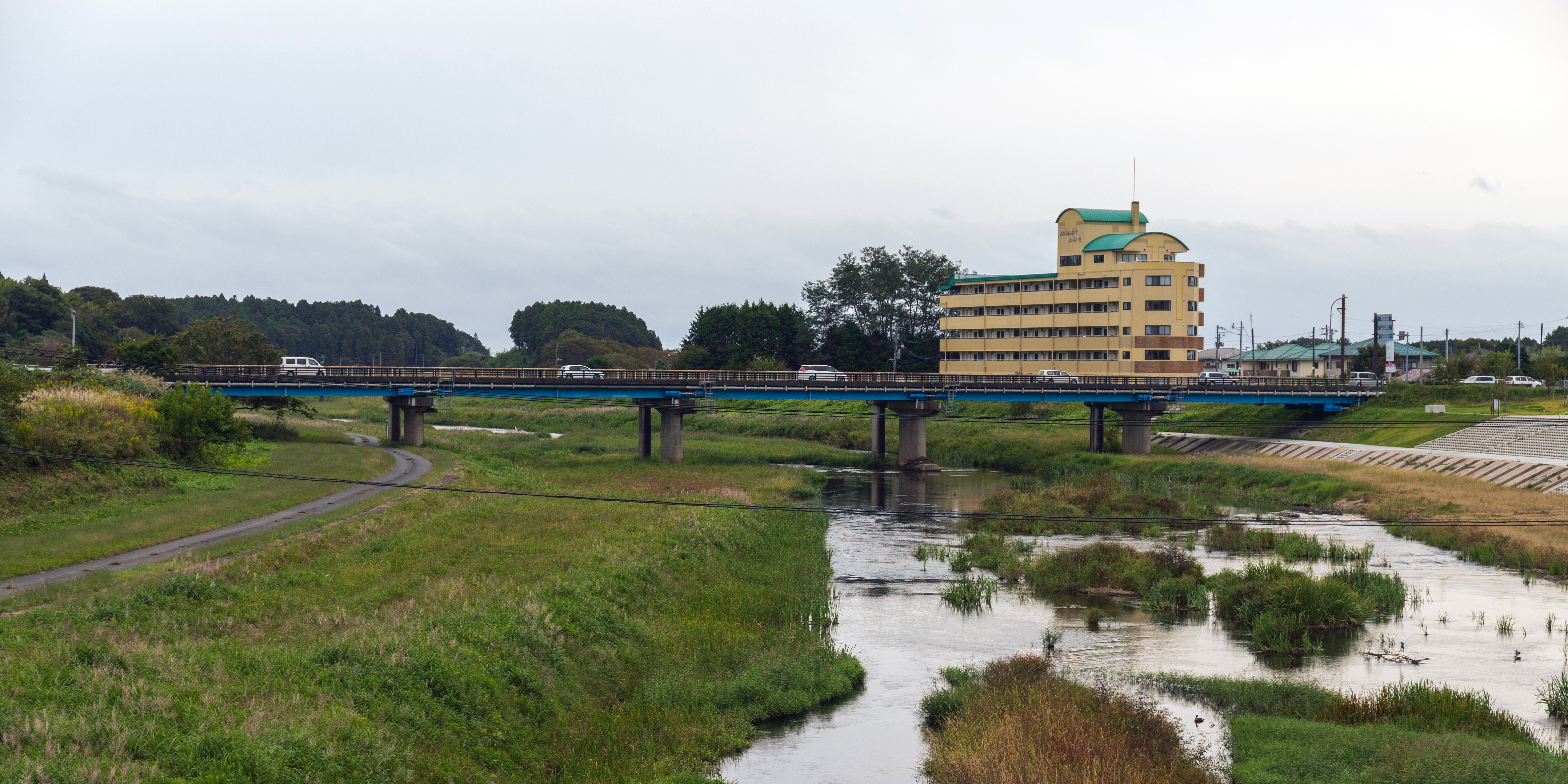
国道6号 請戸川橋（西側より）

国道6号の起点から261.1キロメートル地点にある橋梁で、南詰は幾世橋字知命寺、北詰は北幾世橋字中川原に位置し、橋の南側には国道114号の終点である知命寺交差点がある。歩行者の安全性向上のため、全長122.7メートル、幅員1.8メートルの側道橋が1986年に建設された。

## 福島県道120号浪江鹿島線
（北緯37度29分54.4秒 東経140度59分33.4秒 / 北緯37.498444度 東経140.992611度）
- 全長：95.51メートル
- 幅員：6.8メートル
- 竣工：1962年[4]

福島県道120号浪江鹿島線、国道6号請戸川橋の旧道に当たる陸前浜街道の橋梁であり、南詰は権現堂字下川原、北詰は西台字下川原に位置し、橋の南側には浪江町民第一体育館や浪江町商工会が位置する。